# دانيل سانابريا
دانيل سانابريا (بالإسبانية: Daniel Sanabria) ولد 8 فبراير 1977 في أسونسيون، هو لاعب كرة قدم باراغواياني. يلعب كمدافع. سبق له أن لعب في كأس العالم لكرة القدم مع منتخب بلاده.

## المسيرة الاحترافية

### أندية لعب لها
- شونان بلمار
- ليبيرتاد
- كولو-كولو
- سبورتيفو لوكوينو
- أوليمبيا أسونسيون

## روابط خارجية
- دانيل سانابريا على موقع رابطة كرة القدم اليابانية للمحترفين (اليابانية)
- دانيل سانابريا على موقع قاعدة بيانات كرة القدم.إي يو (الإنجليزية)
- دانيل سانابريا على موقع ناشيونال فوتبول تيمز (الإنجليزية)
- دانيل سانابريا على موقع Soccerway.com (الإنجليزية)
- دانيل سانابريا على موقع عالم كرة القدم.نت (الإنجليزية)